# Liste der Nummer-eins-Hits in Belgien (1997)
Dies ist eine Liste der Nummer-eins-Hits in Belgien im Jahr 1997. Für die niederländischsprachigen Landesteile (Flandern) und die französischsprachigen Landesteile (Wallonie) werden getrennte Charts ermittelt. Veröffentlicht werden die Charts von Ultratop, das auf Initiative der Belgian Entertainment Association (BEA), der Vereinigung der Musik-, Film- und Spieleindustrie des Landes, entstanden ist.

## Flandern

### Singles
| ← 1996 ← | Liste der Nummer-eins-Hits in Belgien (Flandern) | Liste der Nummer-eins-Hits in Belgien (Flandern) | Liste der Nummer-eins-Hits in Belgien (Flandern)                                                                     | 1998 →                    |
| \| Zeitraum \| Wo. ges. \| Interpret \| Titel Autor(en) \| Zusätzliche Informationen \| \| (Zeitraum, Wochen auf Platz eins, Interpret, Titel, Autor[en], zusätzliche Informationen) \| \| \| \| \| \| ----------------------------------------------------------------------------------------- \| -------- \| ---------------------------------- \| -------------------------------------------------------------------------------------------------------------------- \| ------------------------- \| \| 14. Dezember 1996 – 10. Januar 1997 4 Wochen \| 4 \| Robert Miles feat. Maria Nayler \| One & One Marie Claire d’Ubaldo, Billy Steinberg, Richard W. Nowels Jr. \| – \| \| 11. Januar 1997 – 14. Februar 1997 5 Wochen \| 5 \| Gala \| Freed from Desire Maurizio Molella, Filippo Andrea Carmeni, Gala Rizzatto \| – \| \| 15. Februar 1997 – 28. März 1997 6 Wochen \| 6 \| No Doubt \| Don’t Speak Gwen Renee Stefani, Eric Matthew Stefani \| – \| \| 29. März 1997 – 25. April 1997 4 Wochen \| 4 \| Gala \| Let a Boy Cry Musik: Filippo Andrea Carmeni, Maurizio Molella; Text: Gala Rizzatto \| – \| \| 26. April 1997 – 30. Mai 1997 5 Wochen \| 5 \| Funky Green Dogs \| Fired Up! Ralph Falcón \| – \| \| 31. Mai 1997 – 13. Juni 1997 2 Wochen \| 2 \| Jantje Smit \| Ik zing dit lied voor jou alleen Jack White; niederländischer Text: Johannes Keizer, Jacobus Veerman, Johannes Tuijp \| – \| \| 14. Juni 1997 – 11. Juli 1997 4 Wochen \| 4 \| Sash! feat. Rodriguez \| Ecuador Thomas Alisson, Ralf Kappmeier, Sascha Lappessen \| – \| \| 12. Juli 1997 – 8. August 1997 4 Wochen \| 4 \| Hanson \| MMMBop Clarke Isaac Hanson, Jordan Taylor Hanson, Zachary Walker Hanson \| – \| \| 9. August 1997 – 5. September 1997 4 Wochen (insgesamt 6) \| 6 \| Puff Daddy feat. Faith Evans & 112 \| I’ll Be Missing You Faith Renee Evans, Gordon Matthew Sumner, Todd Gaither \| – \| \| 6. September 1997 – 12. September 1997 1 Woche \| 1 \| Wes \| Alane Musik: Michel Eugene Raymond Sanchez; Text: Wes Madiko \| – \| \| 13. September 1997 – 19. September 1997 1 Woche (insgesamt 6) \| 6 \| Puff Daddy feat. Faith Evans & 112 \| I’ll Be Missing You Faith Renee Evans, Gordon Matthew Sumner, Todd Gaither \| – \| \| 20. September 1997 – 7. November 1997 7 Wochen \| 7 \| Elton John \| Candle in the Wind 1997 / Something About the Way You Look Tonight Elton John, Bernie Taupin \| – \| \| 8. November 1997 – 16. Januar 1998 10 Wochen \| 10 \| Aqua \| Barbie Girl Musik: Søren Rasted, Claus Norreen; Text: Søren Rasted, Claus Norreen, René Dif, Lene Crawford Nystrøm \| – \| |                                                  |                                                  | |                           |
| ← 1996 |                                                  |                                                  | | → 1998 →                  |
| Zeitraum | Wo. ges.                                         | Interpret                                        | Titel Autor(en) | Zusätzliche Informationen |
| (Zeitraum, Wochen auf Platz eins, Interpret, Titel, Autor[en], zusätzliche Informationen) |                                                  |                                                  | |                           |
| 14. Dezember 1996 – 10. Januar 1997 4 Wochen | 4                                                | Robert Miles feat. Maria Nayler                  | One & One Marie Claire d’Ubaldo, Billy Steinberg, Richard W. Nowels Jr.                                              | –                         |
| 11. Januar 1997 – 14. Februar 1997 5 Wochen | 5                                                | Gala                                             | Freed from Desire Maurizio Molella, Filippo Andrea Carmeni, Gala Rizzatto                                            | –                         |
| 15. Februar 1997 – 28. März 1997 6 Wochen | 6                                                | No Doubt                                         | Don’t Speak Gwen Renee Stefani, Eric Matthew Stefani                                                                 | –                         |
| 29. März 1997 – 25. April 1997 4 Wochen | 4                                                | Gala                                             | Let a Boy Cry Musik: Filippo Andrea Carmeni, Maurizio Molella; Text: Gala Rizzatto                                   | –                         |
| 26. April 1997 – 30. Mai 1997 5 Wochen | 5                                                | Funky Green Dogs                                 | Fired Up! Ralph Falcón                                                                                               | –                         |
| 31. Mai 1997 – 13. Juni 1997 2 Wochen | 2                                                | Jantje Smit                                      | Ik zing dit lied voor jou alleen Jack White; niederländischer Text: Johannes Keizer, Jacobus Veerman, Johannes Tuijp | –                         |
| 14. Juni 1997 – 11. Juli 1997 4 Wochen | 4                                                | Sash! feat. Rodriguez                            | Ecuador Thomas Alisson, Ralf Kappmeier, Sascha Lappessen                                                             | –                         |
| 12. Juli 1997 – 8. August 1997 4 Wochen | 4                                                | Hanson                                           | MMMBop Clarke Isaac Hanson, Jordan Taylor Hanson, Zachary Walker Hanson                                              | –                         |
| 9. August 1997 – 5. September 1997 4 Wochen (insgesamt 6) | 6                                                | Puff Daddy feat. Faith Evans & 112               | I’ll Be Missing You Faith Renee Evans, Gordon Matthew Sumner, Todd Gaither                                           | –                         |
| 6. September 1997 – 12. September 1997 1 Woche | 1                                                | Wes                                              | Alane Musik: Michel Eugene Raymond Sanchez; Text: Wes Madiko                                                         | –                         |
| 13. September 1997 – 19. September 1997 1 Woche (insgesamt 6) | 6                                                | Puff Daddy feat. Faith Evans & 112               | I’ll Be Missing You Faith Renee Evans, Gordon Matthew Sumner, Todd Gaither                                           | –                         |
| 20. September 1997 – 7. November 1997 7 Wochen | 7                                                | Elton John                                       | Candle in the Wind 1997 / Something About the Way You Look Tonight Elton John, Bernie Taupin                         | –                         |
| 8. November 1997 – 16. Januar 1998 10 Wochen | 10                                               | Aqua                                             | Barbie Girl Musik: Søren Rasted, Claus Norreen; Text: Søren Rasted, Claus Norreen, René Dif, Lene Crawford Nystrøm   | –                         |

### Alben
| ← 1996 ← | Liste der Nummer-eins-Hits in Belgien (Flandern) | Liste der Nummer-eins-Hits in Belgien (Flandern) | Liste der Nummer-eins-Hits in Belgien (Flandern) | 1998 →                    |
| \| Zeitraum \| Wo. ges. \| Interpret \| Titel \| Zusätzliche Informationen \| \| (Zeitraum, Wochen auf Platz eins, Interpret, Titel, zusätzliche Informationen) \| \| \| \| \| \| ------------------------------------------------------------------------------ \| -------- \| --------------- \| --------------------------------------------- \| ------------------------- \| \| 23. November 1996 – 14. Februar 1997 12 Wochen (insgesamt 23) \| 23 \| Helmut Lotti \| Helmut Lotti Goes Classic II \| – \| \| 15. Februar 1997 – 21. Februar 1997 1 Woche \| 1 \| Marco Borsato \| De waarheid \| – \| \| 22. Februar 1997 – 28. Februar 1997 1 Woche \| 1 \| No Doubt \| Tragic Kingdom \| – \| \| 1. März 1997 – 7. März 1997 1 Woche \| 1 \| Madonna \| Evita (Soundtrack) \| – \| \| 8. März 1997 – 21. März 1997 2 Wochen (insgesamt 11) \| 11 \| Spice Girls \| Spice \| – \| \| 22. März 1997 – 11. April 1997 3 Wochen \| 3 \| U2 \| Pop \| – \| \| 12. April 1997 – 6. Juni 1997 8 Wochen (insgesamt 11) \| 11 \| Spice Girls \| Spice \| – \| \| 7. Juni 1997 – 13. Juni 1997 1 Woche \| 1 \| Michael Jackson \| Blood on the Dance Floor – HIStory in the Mix \| – \| \| 14. Juni 1997 – 20. Juni 1997 1 Woche (insgesamt 11) \| 11 \| Spice Girls \| Spice \| – \| \| 21. Juni 1997 – 4. Juli 1997 2 Wochen \| 2 \| Jantje Smit \| Ik zing dit lied voor jou alleen \| – \| \| 5. Juli 1997 – 11. Juli 1997 1 Woche \| 1 \| Radiohead \| OK Computer \| – \| \| 12. Juli 1997 – 22. August 1997 6 Wochen \| 6 \| Samson & Gert \| Samson & Gert 7 \| – \| \| 23. August 1997 – 5. September 1997 2 Wochen \| 2 \| Backstreet Boys \| Backstreet’s Back \| – \| \| 6. September 1997 – 12. September 1997 1 Woche \| 1 \| Oasis \| Be Here Now \| – \| \| 13. September 1997 – 26. September 1997 2 Wochen \| 2 \| Elvis Presley \| Always Elvis – His Greatest Hits \| – \| \| 27. September 1997 – 31. Oktober 1997 5 Wochen \| 5 \| Mama’s Jasje \| Hommages \| – \| \| 1. November 1997 – 5. Dezember 1997 5 Wochen (insgesamt 23) \| 23 \| Helmut Lotti \| Helmut Lotti Goes Classic II \| – \| \| 6. Dezember 1997 – 12. Dezember 1997 1 Woche (insgesamt 2) \| 2 \| Céline Dion \| Let’s Talk About Love \| – \| \| 13. Dezember 1997 – 23. Januar 1998 6 Wochen (insgesamt 23) \| 23 \| Helmut Lotti \| Helmut Lotti Goes Classic II \| – \| |                                                  |                                                  |                                                  |                           |
| ← 1996 |                                                  |                                                  |                                                  | → 1998 →                  |
| Zeitraum | Wo. ges.                                         | Interpret                                        | Titel                                            | Zusätzliche Informationen |
| (Zeitraum, Wochen auf Platz eins, Interpret, Titel, zusätzliche Informationen) |                                                  |                                                  |                                                  |                           |
| 23. November 1996 – 14. Februar 1997 12 Wochen (insgesamt 23) | 23                                               | Helmut Lotti                                     | Helmut Lotti Goes Classic II                     | –                         |
| 15. Februar 1997 – 21. Februar 1997 1 Woche | 1                                                | Marco Borsato                                    | De waarheid                                      | –                         |
| 22. Februar 1997 – 28. Februar 1997 1 Woche | 1                                                | No Doubt                                         | Tragic Kingdom                                   | –                         |
| 1. März 1997 – 7. März 1997 1 Woche | 1                                                | Madonna                                          | Evita (Soundtrack)                               | –                         |
| 8. März 1997 – 21. März 1997 2 Wochen (insgesamt 11) | 11                                               | Spice Girls                                      | Spice                                            | –                         |
| 22. März 1997 – 11. April 1997 3 Wochen | 3                                                | U2                                               | Pop                                              | –                         |
| 12. April 1997 – 6. Juni 1997 8 Wochen (insgesamt 11) | 11                                               | Spice Girls                                      | Spice                                            | –                         |
| 7. Juni 1997 – 13. Juni 1997 1 Woche | 1                                                | Michael Jackson                                  | Blood on the Dance Floor – HIStory in the Mix    | –                         |
| 14. Juni 1997 – 20. Juni 1997 1 Woche (insgesamt 11) | 11                                               | Spice Girls                                      | Spice                                            | –                         |
| 21. Juni 1997 – 4. Juli 1997 2 Wochen | 2                                                | Jantje Smit                                      | Ik zing dit lied voor jou alleen                 | –                         |
| 5. Juli 1997 – 11. Juli 1997 1 Woche | 1                                                | Radiohead                                        | OK Computer                                      | –                         |
| 12. Juli 1997 – 22. August 1997 6 Wochen | 6                                                | Samson & Gert                                    | Samson & Gert 7                                  | –                         |
| 23. August 1997 – 5. September 1997 2 Wochen | 2                                                | Backstreet Boys                                  | Backstreet’s Back                                | –                         |
| 6. September 1997 – 12. September 1997 1 Woche | 1                                                | Oasis                                            | Be Here Now                                      | –                         |
| 13. September 1997 – 26. September 1997 2 Wochen | 2                                                | Elvis Presley                                    | Always Elvis – His Greatest Hits                 | –                         |
| 27. September 1997 – 31. Oktober 1997 5 Wochen | 5                                                | Mama’s Jasje                                     | Hommages                                         | –                         |
| 1. November 1997 – 5. Dezember 1997 5 Wochen (insgesamt 23) | 23                                               | Helmut Lotti                                     | Helmut Lotti Goes Classic II                     | –                         |
| 6. Dezember 1997 – 12. Dezember 1997 1 Woche (insgesamt 2) | 2                                                | Céline Dion                                      | Let’s Talk About Love                            | –                         |
| 13. Dezember 1997 – 23. Januar 1998 6 Wochen (insgesamt 23) | 23                                               | Helmut Lotti                                     | Helmut Lotti Goes Classic II                     | –                         |

## Jahreshitparaden
| ← 1996 ← | Liste der Nummer-eins-Hits in Belgien (Flandern) | Liste der Nummer-eins-Hits in Belgien (Flandern)    | Liste der Nummer-eins-Hits in Belgien (Flandern) | 1998 →   |
| \| Singles \| Position# \| Alben \| \| -------------------------------------------------------------------------------------------------------------------------------- \| --------- \| --------------------------------------------------- \| \| Candle in the Wind 1997 / Something About the Way You Look Tonight Elton John Elton John, Bernie Taupin \| 1 \| Helmut Lotti Goes Classic II Helmut Lotti \| \| Barbie Girl Aqua Musik: Søren Rasted, Claus Norreen; Text: Søren Rasted, Claus Norreen, René Dif, Lene Crawford Nystrøm \| 2 \| 87 * 97 Clouseau \| \| Alane Wes Musik: Michel Eugene Raymond Sanchez; Text: Patrice Eric Delacour \| 3 \| Spice Spice Girls \| \| I’ll Be Missing You Puff Daddy feat. Faith Evans & 112 Faith Renee Evans, Gordon Matthew Sumner, Todd Gaither \| 4 \| Hommages Mama’s Jasje \| \| Ecuador Sash! feat. Rodriguez Thomas Alisson, Ralf Kappmeier, Sascha Lappessen \| 5 \| Let’s Talk About Love Céline Dion \| \| Als de dag van toen Mama’s Jasje Reinhard Mey; niederländischer Text: Karel Hille \| 6 \| Samson & Gert 7 Samson & Gert \| \| Ik zing dit lied voor jou alleen Jantje Smit Jack White; niederländischer Text: Johannes Keizer, Jacobus Veerman, Johannes Tuijp \| 7 \| Spiceworld Spice Girls \| \| Fired Up! Funky Green Dogs Ralph Falcón \| 8 \| Backstreet’s Back Backstreet Boys \| \| Maria (Un, dos, tres) Ricky Martin Luis Gómez Escolar Roldan, Robert Edward Rosa, Karl C. Porter \| 9 \| The Way to Your Heart – The Very Best Of Soulsister \| \| Don’t Speak No Doubt Gwen Renee Stefani, Eric Matthew Stefani \| 10 \| Across from Midnight Joe Cocker \| |                                                  |                                                     |                                                  |          |
| ← 1996 |                                                  |                                                     |                                                  | → 1998 → |
| Singles | Position#                                        | Alben                                               |                                                  |          |
| Candle in the Wind 1997 / Something About the Way You Look Tonight Elton John Elton John, Bernie Taupin | 1                                                | Helmut Lotti Goes Classic II Helmut Lotti           |                                                  |          |
| Barbie Girl Aqua Musik: Søren Rasted, Claus Norreen; Text: Søren Rasted, Claus Norreen, René Dif, Lene Crawford Nystrøm | 2                                                | 87 * 97 Clouseau                                    |                                                  |          |
| Alane Wes Musik: Michel Eugene Raymond Sanchez; Text: Patrice Eric Delacour | 3                                                | Spice Spice Girls                                   |                                                  |          |
| I’ll Be Missing You Puff Daddy feat. Faith Evans & 112 Faith Renee Evans, Gordon Matthew Sumner, Todd Gaither | 4                                                | Hommages Mama’s Jasje                               |                                                  |          |
| Ecuador Sash! feat. Rodriguez Thomas Alisson, Ralf Kappmeier, Sascha Lappessen | 5                                                | Let’s Talk About Love Céline Dion                   |                                                  |          |
| Als de dag van toen Mama’s Jasje Reinhard Mey; niederländischer Text: Karel Hille | 6                                                | Samson & Gert 7 Samson & Gert                       |                                                  |          |
| Ik zing dit lied voor jou alleen Jantje Smit Jack White; niederländischer Text: Johannes Keizer, Jacobus Veerman, Johannes Tuijp | 7                                                | Spiceworld Spice Girls                              |                                                  |          |
| Fired Up! Funky Green Dogs Ralph Falcón | 8                                                | Backstreet’s Back Backstreet Boys                   |                                                  |          |
| Maria (Un, dos, tres) Ricky Martin Luis Gómez Escolar Roldan, Robert Edward Rosa, Karl C. Porter | 9                                                | The Way to Your Heart – The Very Best Of Soulsister |                                                  |          |
| Don’t Speak No Doubt Gwen Renee Stefani, Eric Matthew Stefani | 10                                               | Across from Midnight Joe Cocker                     |                                                  |          |

## Wallonien

### Singles
| ← 1996 ← | Liste der Nummer-eins-Hits in Belgien (Wallonie) | Liste der Nummer-eins-Hits in Belgien (Wallonie) | Liste der Nummer-eins-Hits in Belgien (Wallonie)                                                                   | 1998 →                    |
| \| Zeitraum \| Wo. ges. \| Interpret \| Titel Autor(en) \| Zusätzliche Informationen \| \| (Zeitraum, Wochen auf Platz eins, Interpret, Titel, Autor[en], zusätzliche Informationen) \| \| \| \| \| \| ----------------------------------------------------------------------------------------- \| -------- \| ------------- \| ------------------------------------------------------------------------------------------------------------------ \| ------------------------- \| \| 7. Dezember 1996 – 14. Februar 1997 10 Wochen \| 10 \| Gala \| Freed from Desire Maurizio Molella, Filippo Andrea Carmeni, Gala Rizzatto \| – \| \| 15. Februar 1997 – 21. März 1997 5 Wochen \| 5 \| Toni Braxton \| Un-Break My Heart Diane Eve Warren \| – \| \| 22. März 1997 – 9. Mai 1997 7 Wochen \| 7 \| Gala \| Let a Boy Cry Musik: Filippo Andrea Carmeni, Maurizio Molella; Text: Gala Rizzatto \| – \| \| 10. Mai 1997 – 18. Juli 1997 10 Wochen \| 10 \| Ricky Martin \| Maria (Un, dos, tres) Luis Gómez Escolar Roldan, Robert Edward Rosa, Karl C. Porter \| – \| \| 19. Juli 1997 – 12. September 1997 8 Wochen \| 8 \| Wes \| Alane Musik: Michel Eugene Raymond Sanchez; Text: Wes Madiko \| – \| \| 13. September 1997 – 19. September 1997 1 Woche \| 1 \| Will Smith \| Men in Black Willard C. Smith, Patrice L. Rushen, Terri McFaddin, Fred Douglas Washington Jr. \| – \| \| 20. September 1997 – 31. Oktober 1997 6 Wochen \| 6 \| Elton John \| Candle in the Wind 1997 / Something About the Way You Look Tonight Elton John, Bernie Taupin \| – \| \| 1. November 1997 – 19. Dezember 1997 7 Wochen \| 7 \| Aqua \| Barbie Girl Musik: Søren Rasted, Claus Norreen; Text: Søren Rasted, Claus Norreen, René Dif, Lene Crawford Nystrøm \| – \| \| 20. Dezember 1997 – 16. Januar 1998 4 Wochen \| 4 \| Florent Pagny \| Savoir aimer Musik: Pascal Michel Obispo \| – \| |                                                  |                                                  | |                           |
| ← 1996 |                                                  |                                                  | | → 1998 →                  |
| Zeitraum | Wo. ges.                                         | Interpret                                        | Titel Autor(en) | Zusätzliche Informationen |
| (Zeitraum, Wochen auf Platz eins, Interpret, Titel, Autor[en], zusätzliche Informationen) |                                                  |                                                  | |                           |
| 7. Dezember 1996 – 14. Februar 1997 10 Wochen | 10                                               | Gala                                             | Freed from Desire Maurizio Molella, Filippo Andrea Carmeni, Gala Rizzatto                                          | –                         |
| 15. Februar 1997 – 21. März 1997 5 Wochen | 5                                                | Toni Braxton                                     | Un-Break My Heart Diane Eve Warren                                                                                 | –                         |
| 22. März 1997 – 9. Mai 1997 7 Wochen | 7                                                | Gala                                             | Let a Boy Cry Musik: Filippo Andrea Carmeni, Maurizio Molella; Text: Gala Rizzatto                                 | –                         |
| 10. Mai 1997 – 18. Juli 1997 10 Wochen | 10                                               | Ricky Martin                                     | Maria (Un, dos, tres) Luis Gómez Escolar Roldan, Robert Edward Rosa, Karl C. Porter                                | –                         |
| 19. Juli 1997 – 12. September 1997 8 Wochen | 8                                                | Wes                                              | Alane Musik: Michel Eugene Raymond Sanchez; Text: Wes Madiko                                                       | –                         |
| 13. September 1997 – 19. September 1997 1 Woche | 1                                                | Will Smith                                       | Men in Black Willard C. Smith, Patrice L. Rushen, Terri McFaddin, Fred Douglas Washington Jr.                      | –                         |
| 20. September 1997 – 31. Oktober 1997 6 Wochen | 6                                                | Elton John                                       | Candle in the Wind 1997 / Something About the Way You Look Tonight Elton John, Bernie Taupin                       | –                         |
| 1. November 1997 – 19. Dezember 1997 7 Wochen | 7                                                | Aqua                                             | Barbie Girl Musik: Søren Rasted, Claus Norreen; Text: Søren Rasted, Claus Norreen, René Dif, Lene Crawford Nystrøm | –                         |
| 20. Dezember 1997 – 16. Januar 1998 4 Wochen | 4                                                | Florent Pagny                                    | Savoir aimer Musik: Pascal Michel Obispo                                                                           | –                         |

### Alben
| ← 1996 ← | Liste der Nummer-eins-Hits in Belgien (Wallonie) | Liste der Nummer-eins-Hits in Belgien (Wallonie) | Liste der Nummer-eins-Hits in Belgien (Wallonie) | 1998 →                    |
| \| Zeitraum \| Wo. ges. \| Interpret \| Titel \| Zusätzliche Informationen \| \| (Zeitraum, Wochen auf Platz eins, Interpret, Titel, zusätzliche Informationen) \| \| \| \| \| \| ------------------------------------------------------------------------------ \| -------- \| -------------------- \| ---------------------------- \| ------------------------- \| \| 28. Dezember 1996 – 21. Februar 1997 8 Wochen (insgesamt 14) \| 14 \| Helmut Lotti \| Helmut Lotti Goes Classic II \| – \| \| 22. Februar 1997 – 28. Februar 1997 1 Woche \| 1 \| Madonna \| Evita (Soundtrack) \| – \| \| 1. März 1997 – 7. März 1997 1 Woche \| 1 \| Andrea Bocelli \| Romanza \| – \| \| 8. März 1997 – 14. März 1997 1 Woche (insgesamt 14) \| 14 \| Helmut Lotti \| Helmut Lotti Goes Classic II \| – \| \| 15. März 1997 – 21. März 1997 1 Woche \| 1 \| No Doubt \| Tragic Kingdom \| – \| \| 22. März 1997 – 11. April 1997 3 Wochen \| 3 \| U2 \| Pop \| – \| \| 12. April 1997 – 25. April 1997 2 Wochen (insgesamt 4) \| 4 \| Patricia Kaas \| Dans ma chair \| – \| \| 26. April 1997 – 2. Mai 1997 1 Woche \| 1 \| Spice Girls \| Spice \| – \| \| 3. Mai 1997 – 16. Mai 1997 2 Wochen \| 2 \| Depeche Mode \| Ultra \| – \| \| 17. Mai 1997 – 30. Mai 1997 2 Wochen (insgesamt 4) \| 4 \| Patricia Kaas \| Dans ma chair \| – \| \| 31. Mai 1997 – 29. August 1997 13 Wochen \| 13 \| Era \| Era \| – \| \| 30. August 1997 – 5. September 1997 1 Woche \| 1 \| Backstreet Boys \| Backstreet’s Back \| – \| \| 6. September 1997 – 7. November 1997 9 Wochen \| 9 \| Jean-Jacques Goldman \| En passant \| – \| \| 8. November 1997 – 5. Dezember 1997 4 Wochen (insgesamt 14) \| 14 \| Helmut Lotti \| Helmut Lotti Goes Classic II \| – \| \| 6. Dezember 1997 – 26. Dezember 1997 3 Wochen (insgesamt 7) \| 7 \| Céline Dion \| Let’s Talk About Love \| – \| \| 27. Dezember 1997 – 9. Januar 1998 2 Wochen \| 2 \| Florent Pagny \| Savoir aimer \| – \| |                                                  |                                                  |                                                  |                           |
| ← 1996 |                                                  |                                                  |                                                  | → 1998 →                  |
| Zeitraum | Wo. ges.                                         | Interpret                                        | Titel                                            | Zusätzliche Informationen |
| (Zeitraum, Wochen auf Platz eins, Interpret, Titel, zusätzliche Informationen) |                                                  |                                                  |                                                  |                           |
| 28. Dezember 1996 – 21. Februar 1997 8 Wochen (insgesamt 14) | 14                                               | Helmut Lotti                                     | Helmut Lotti Goes Classic II                     | –                         |
| 22. Februar 1997 – 28. Februar 1997 1 Woche | 1                                                | Madonna                                          | Evita (Soundtrack)                               | –                         |
| 1. März 1997 – 7. März 1997 1 Woche | 1                                                | Andrea Bocelli                                   | Romanza                                          | –                         |
| 8. März 1997 – 14. März 1997 1 Woche (insgesamt 14) | 14                                               | Helmut Lotti                                     | Helmut Lotti Goes Classic II                     | –                         |
| 15. März 1997 – 21. März 1997 1 Woche | 1                                                | No Doubt                                         | Tragic Kingdom                                   | –                         |
| 22. März 1997 – 11. April 1997 3 Wochen | 3                                                | U2                                               | Pop                                              | –                         |
| 12. April 1997 – 25. April 1997 2 Wochen (insgesamt 4) | 4                                                | Patricia Kaas                                    | Dans ma chair                                    | –                         |
| 26. April 1997 – 2. Mai 1997 1 Woche | 1                                                | Spice Girls                                      | Spice                                            | –                         |
| 3. Mai 1997 – 16. Mai 1997 2 Wochen | 2                                                | Depeche Mode                                     | Ultra                                            | –                         |
| 17. Mai 1997 – 30. Mai 1997 2 Wochen (insgesamt 4) | 4                                                | Patricia Kaas                                    | Dans ma chair                                    | –                         |
| 31. Mai 1997 – 29. August 1997 13 Wochen | 13                                               | Era                                              | Era                                              | –                         |
| 30. August 1997 – 5. September 1997 1 Woche | 1                                                | Backstreet Boys                                  | Backstreet’s Back                                | –                         |
| 6. September 1997 – 7. November 1997 9 Wochen | 9                                                | Jean-Jacques Goldman                             | En passant                                       | –                         |
| 8. November 1997 – 5. Dezember 1997 4 Wochen (insgesamt 14) | 14                                               | Helmut Lotti                                     | Helmut Lotti Goes Classic II                     | –                         |
| 6. Dezember 1997 – 26. Dezember 1997 3 Wochen (insgesamt 7) | 7                                                | Céline Dion                                      | Let’s Talk About Love                            | –                         |
| 27. Dezember 1997 – 9. Januar 1998 2 Wochen | 2                                                | Florent Pagny                                    | Savoir aimer                                     | –                         |

## Jahreshitparaden
| ← 1996 ← | Liste der Nummer-eins-Hits in Belgien (Wallonie) | Liste der Nummer-eins-Hits in Belgien (Wallonie) | Liste der Nummer-eins-Hits in Belgien (Wallonie) | 1998 →   |
| \| Singles \| Position# \| Alben \| \| ----------------------------------------------------------------------------------------------------------------------- \| --------- \| ----------------------------------------- \| \| Candle in the Wind 1997 / Something About the Way You Look Tonight Elton John Elton John, Bernie Taupin \| 1 \| Helmut Lotti Goes Classic II Helmut Lotti \| \| Barbie Girl Aqua Musik: Søren Rasted, Claus Norreen; Text: Søren Rasted, Claus Norreen, René Dif, Lene Crawford Nystrøm \| 2 \| Era \| \| Alane Wes Musik: Michel Eugene Raymond Sanchez; Text: Patrice Eric Delacour \| 3 \| Savoir aimer Florent Pagny \| \| Maria (Un, dos, tres) Ricky Martin Luis Gómez Escolar Roldan, Robert Edward Rosa, Karl C. Porter \| 4 \| Let’s Talk About Love Céline Dion \| \| Savoir aimer Florent Pagny Musik: Pascal Michel Obispo \| 5 \| En passant Jean-Jacques Goldman \| \| Tout Lara Fabian Musik: Louis Stanislas Renoult; Text: Maxime Le Forestier \| 6 \| Salut Michel Sardou \| \| Don’t Speak No Doubt Gwen Renee Stefani, Eric Matthew Stefani \| 7 \| Superflu Pascal Obispo \| \| Un-Break My Heart Toni Braxton Diane Eve Warren \| 8 \| Eros Eros Ramazzotti \| \| Let a Boy Cry Gala Musik: Filippo Andrea Carmeni, Maurizio Molella; Text: Gala Rizzatto \| 9 \| Dans ma chair Patricia Kaas \| \| Ameno Era Musik: Eric Jacques Levisalles; Text: Eric Jacques Levisalles, Guy Cedric Protheroe \| 10 \| Spice Spice Girls \| |                                                  |                                                  |                                                  |          |
| ← 1996 |                                                  |                                                  |                                                  | → 1998 → |
| Singles | Position#                                        | Alben                                            |                                                  |          |
| Candle in the Wind 1997 / Something About the Way You Look Tonight Elton John Elton John, Bernie Taupin | 1                                                | Helmut Lotti Goes Classic II Helmut Lotti        |                                                  |          |
| Barbie Girl Aqua Musik: Søren Rasted, Claus Norreen; Text: Søren Rasted, Claus Norreen, René Dif, Lene Crawford Nystrøm | 2                                                | Era                                              |                                                  |          |
| Alane Wes Musik: Michel Eugene Raymond Sanchez; Text: Patrice Eric Delacour | 3                                                | Savoir aimer Florent Pagny                       |                                                  |          |
| Maria (Un, dos, tres) Ricky Martin Luis Gómez Escolar Roldan, Robert Edward Rosa, Karl C. Porter | 4                                                | Let’s Talk About Love Céline Dion                |                                                  |          |
| Savoir aimer Florent Pagny Musik: Pascal Michel Obispo | 5                                                | En passant Jean-Jacques Goldman                  |                                                  |          |
| Tout Lara Fabian Musik: Louis Stanislas Renoult; Text: Maxime Le Forestier | 6                                                | Salut Michel Sardou                              |                                                  |          |
| Don’t Speak No Doubt Gwen Renee Stefani, Eric Matthew Stefani | 7                                                | Superflu Pascal Obispo                           |                                                  |          |
| Un-Break My Heart Toni Braxton Diane Eve Warren | 8                                                | Eros Eros Ramazzotti                             |                                                  |          |
| Let a Boy Cry Gala Musik: Filippo Andrea Carmeni, Maurizio Molella; Text: Gala Rizzatto | 9                                                | Dans ma chair Patricia Kaas                      |                                                  |          |
| Ameno Era Musik: Eric Jacques Levisalles; Text: Eric Jacques Levisalles, Guy Cedric Protheroe | 10                                               | Spice Spice Girls                                |                                                  |          |